# Centre-ville de Nouméa
Le centre-ville de Nouméa est historiquement le premier quartier habité de la ville. De nos jours, il s'agit du centre institutionnel, politique et administratif de Nouméa et de la Nouvelle-Calédonie ; il présente également une importante concentration d'entreprises, que ce soient des sièges sociaux ou des commerces, ainsi que d'institutions culturelles. Il est bordé par les principales infrastructures industrialo-portuaires comme touristiques du port autonome de Nouvelle-Calédonie.

## Histoire

### Un quartier émergé des marais

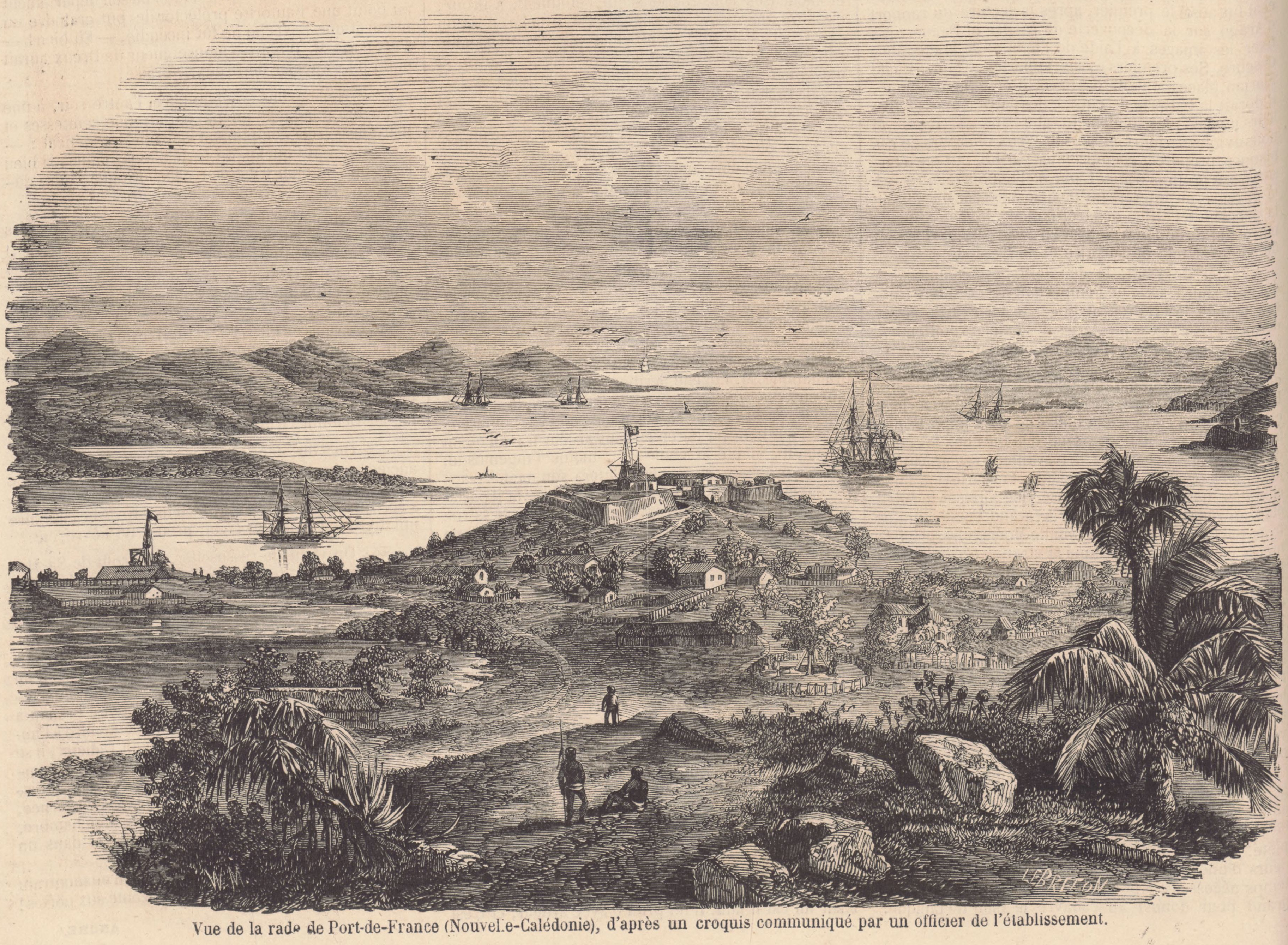
Vue de la rade de Port-de-France, 1857

Ce quartier est organisé à partir du site initial de Port-de-France, premier nom de Nouméa, le 25 juin 1854. Une garnison est alors installée dans le Fort Constantine, qui doit son nom à la corvette de Tardy de Montravel nommée La Constantine, et dont il ne reste actuellement que certains soubassements en pierre, plus anciens vestiges de la ville, qui soutiennent désormais les bâtiments désaffectés du Centre hospitalier territorial (CHT) Gaston-Bourret.

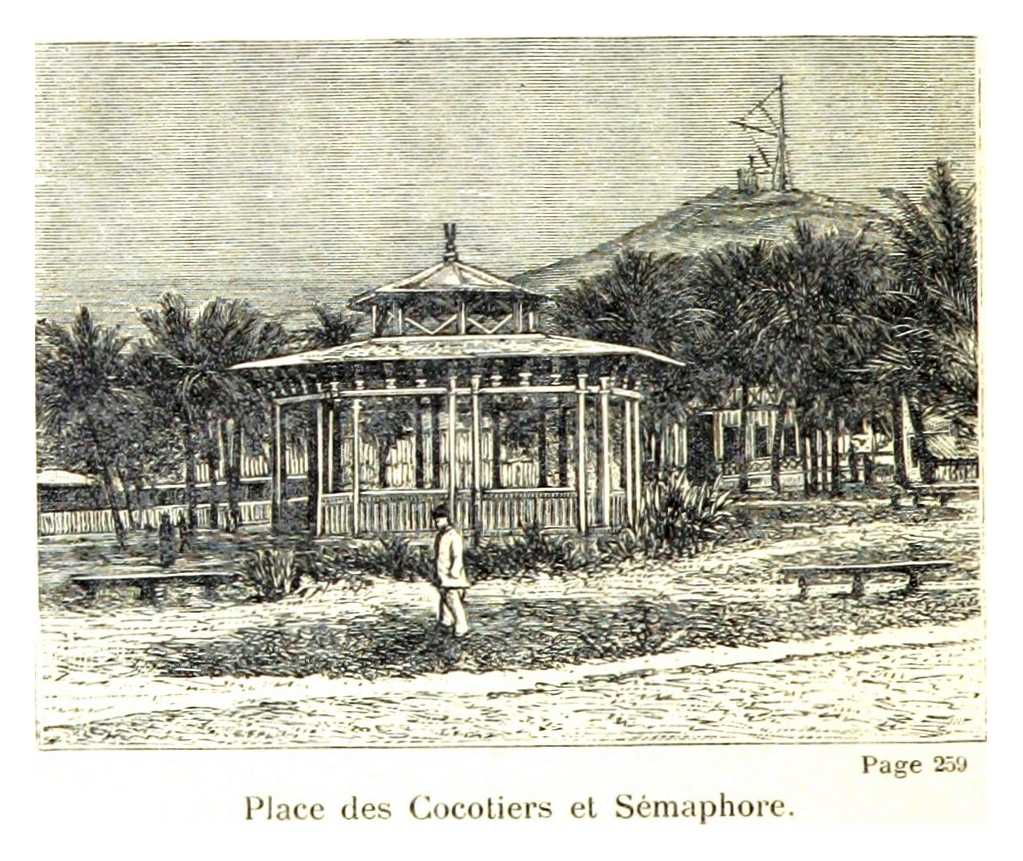
La Place des Cocotiers en 1884. Au loin, on aperçoit le sémaphore.

Le centre-ville présente la particularité d'être presque entièrement construit sur des remblais. Dès 1855, un premier plan d'urbanisme est constitué par le chef de bataillon du Génie Paul Coffyn, qui a donné son nom à une des collines de la presqu'île. Il prévoit l'arasement d'un monticule de terre et de roches d'une quinzaine de mètres de haut, dit butte Conneau, afin d'aménager le port tandis que les déblais ainsi obtenus seraient utilisés pour assainir les marais qui recouvraient largement l'essentiel du littoral nouméen, y compris le futur site du centre-ville.
Les premiers remblais ont lieu en 1857 au pied du fort Constantine pour construire les premières infrastructures coloniales, et en 1858 la décision finale de l'arasement de la butte Conneau est prise. Le chantier va s'étaler sur près de 20 ans et va largement s'appuyer, à partir de 1869, sur la main d'œuvre pénale en employant au total environ 300 transportés. Le chantier comprend alors, à partir des gravats issus de la butte, l'aménagement d'une digue allant du lieu-dit Cap-Horn (aujourd'hui butte de la Cathédrale) à la butte Conneau pour fermer le périmètre sur lequel doit être construit le centre-ville. Le marais à l'emplacement de ce dernier est ainsi comblé entre 1865 et 1872 et permet de débuter l'aménagement de la place des Cocotiers, ou plus exactement de la série de places qui, ajoutées les unes aux autres, donneront naissance à celle des Cocotiers. Le centre-ville s'organise alors autour de cette place selon le plan hippodamien défini par Coffyn, avec de longues artères rectilignes et orthogonales délimitant des îlots urbains carrés en moyenne de 100 m de côté.

### Architecture et constructions notables du XIXe siècle

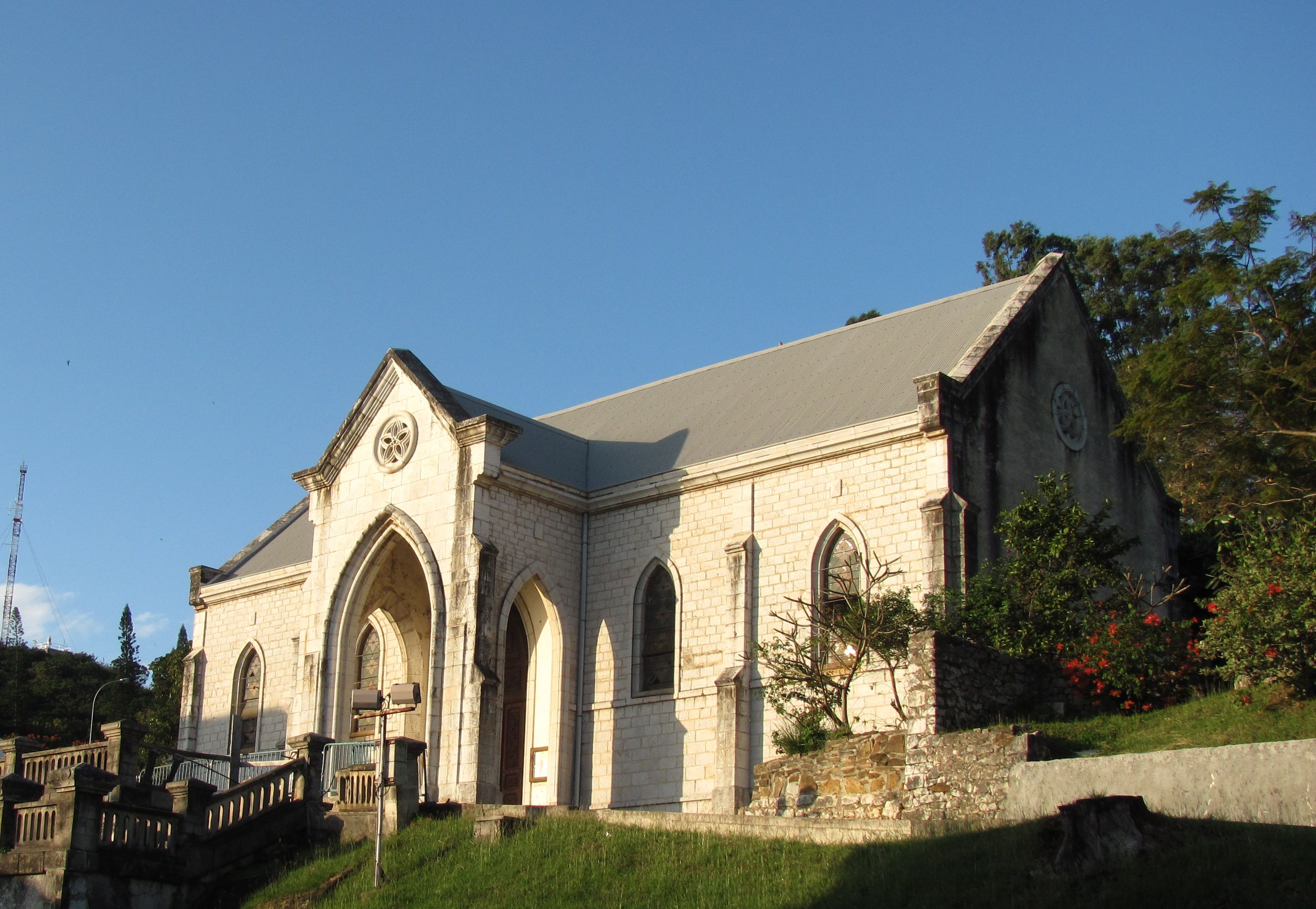
Temple protestant de Nouméa

Ce quartier est le premier habité, tout d'abord par les fonctionnaires et militaires de l'administration coloniale, puis assez rapidement par les colons, les premiers habitants fixes. On y retrouve ainsi plusieurs maisons dites coloniales, représentatives du style architectural développé au XIXe siècle, à l'image de l'actuel musée de la ville et ancienne mairie.
Au XIXe siècle sont construits le Vieux Temple protestant (1893) et son presbytère (1895), la cathédrale Saint-Joseph de Nouméa (1893) ainsi que les anciens bâtiments des subsistances militaires (entre 1859 et 1872). L'administration pénitentiaire, dominante entre 1866 et 1894, y a également laissé sa marque avec le bâtiment de son siège construit au début des années 1860.

### Art déco pendant l'entre-deux-guerres
Pendant les années 1920 et, surtout, 1930, les dirigeants des principales compagnies de commerce ou industrielles vont favoriser le développement du béton et, en léger retard sur le reste du monde, l'avènement de l'Art déco, particulièrement présent dans les voies commerçantes des rues de l'Alma et de Sébastopol.

### Vestiges de la Seconde Guerre mondiale

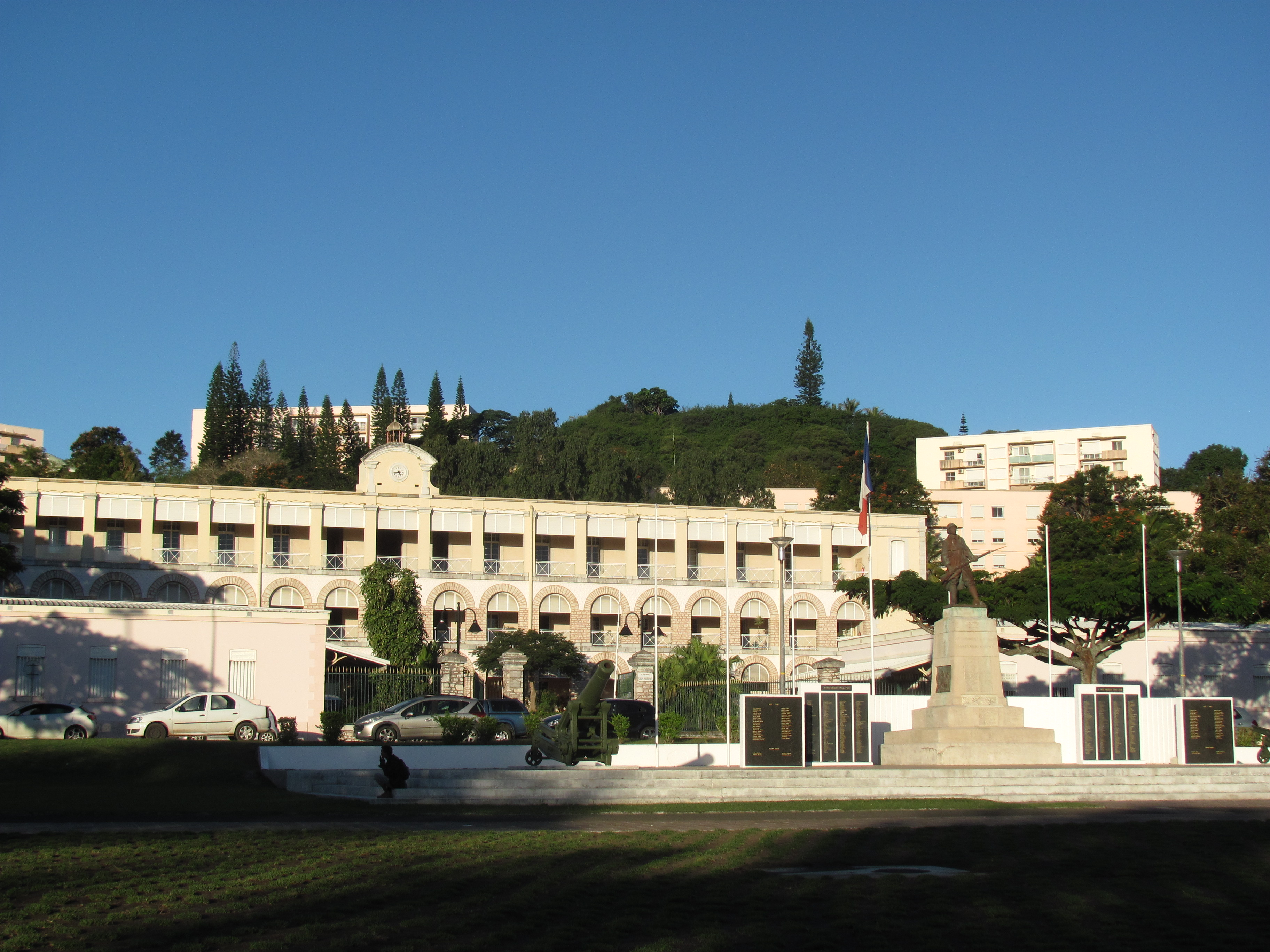
Place Bir-Hakeim

On trouve au centre-ville des vestiges de la présence américaine dans l'île (1940-1945), bien qu'ils soient toutefois plus présents dans la périphérie. Comme témoin de cette époque demeure une demi-lune, située à l'angle de la rue Mangin et de l'avenue Paul Doumer, où est installé depuis 2013 un musée de la Seconde Guerre mondiale.
On y trouve également, à sa limite sud-est, le principal monument aux morts, initialement construit pour la Première Guerre mondiale mais servant aux dépôts de gerbes lors de toutes les cérémonies de commémoration, que ce soit le 8 mai ou le 11 novembre. Ce monument aux morts se trouve sur la place Bir Hakeim aménagée en 1870 devant la caserne Gally Passebosc et rebaptisée en l'honneur de la bataille de Bir Hakeim en 1945. Il est surplombé par une statue monumentale de soldat de la Grande Guerre et entouré de deux canons datant de cette époque.

### L'empreinte des Trente Glorieuses

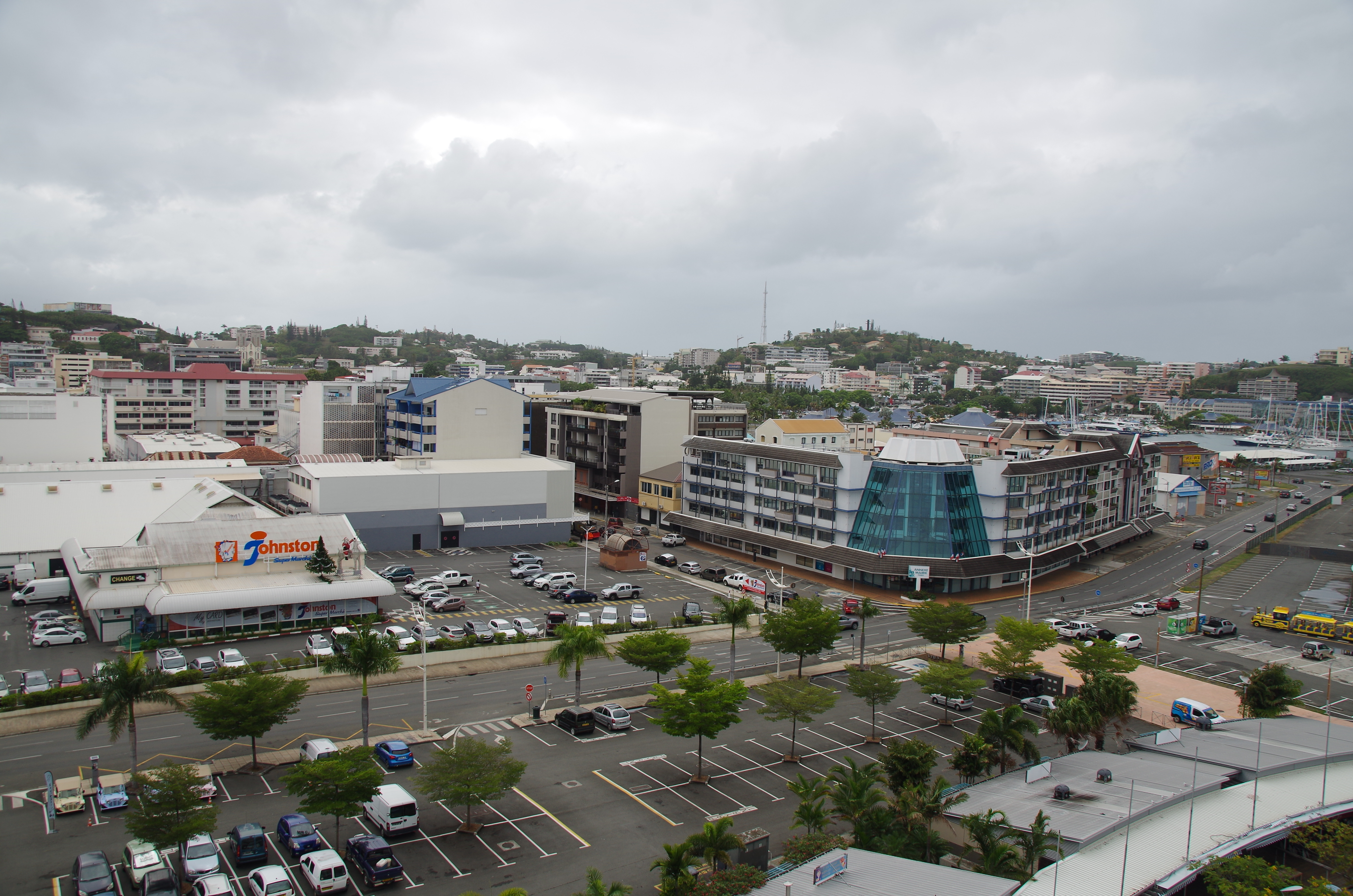
Le centre-ville vu depuis le quai Jules-Ferry.

L'après-guerre puis le boom du nickel apportent au centre-ville une certaine verticalité avec la diffusion du style international, dominé par l'immeuble Foch (ou « Pentecost ») ou le nouvel hôtel de ville. Amplifiant l'utilisation du béton déjà introduit par l'art déco, il emploie également massivement le verre et cherche l'optimisation des volumes par des façades unies, peu décorées. De même, pendant cette période, de nouveaux remblais sont construits au nord-ouest du centre-ville, permettant de le relier à Nouville.

## Activités

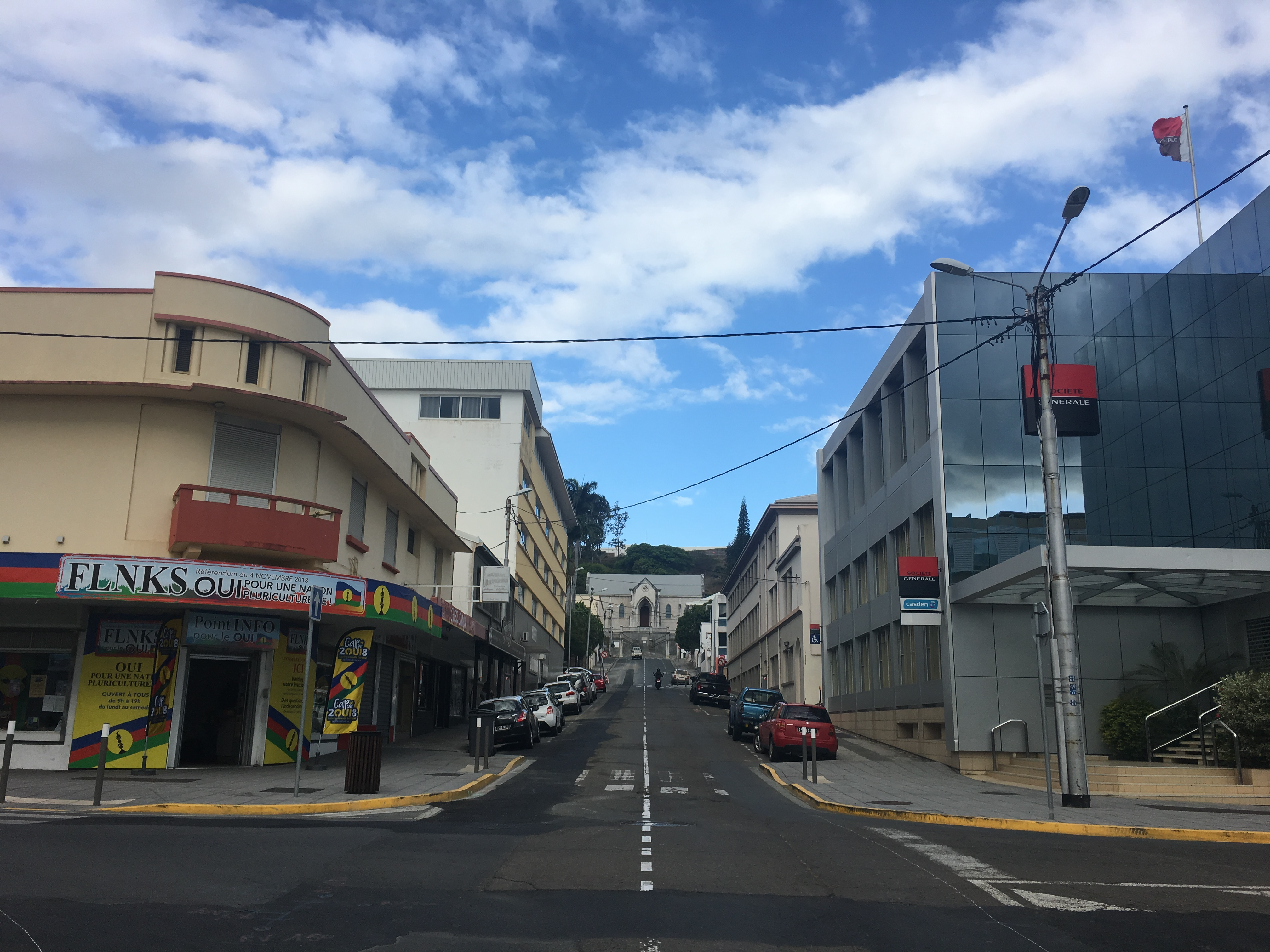
La rue de l'Alma, dans le centre-ville, est l'une des artères les plus animées de l'agglomération. À gauche, la permanence politique des indépendantistes lors du référendum de 2018 sur l'indépendance de la Nouvelle-Calédonie ; à droite, le siège social de la Société générale calédonienne de banque ; en arrière-plan, le Vieux Temple.

Les activités sont largement dominées par le secteur tertiaire.

### Politique et administration
Il s'agit du centre institutionnel, politique et administratif de Nouméa et de la Nouvelle-Calédonie, avec la résidence du Haut-commissaire de la République (dit « Haussariat » ou « La Résidence », ancienne résidence des gouverneurs), le siège et lieu de réunion du Congrès de la Nouvelle-Calédonie (au boulevard Vauban, en face du « Haussariat »), les sièges de plusieurs partis politiques locaux, de nombreuses directions et services du gouvernement local, l'hôtel de ville et ses annexes ou encore les sièges sociaux des principales entreprises néo-calédoniennes.

### Commerces
Le quartier abrite également une forte concentration de commerces autour de la place des Cocotiers, des rues de l'Alma, de Sébastopol et Gallieni ainsi que sur le quai Jules-Ferry du port. On y compte de nombreuses galeries marchandes ainsi que des boutiques essentiellement tournées vers le vestimentaire, les produits de luxe, les produits culturels, les services, les souvenirs touristiques (dits curios) et la restauration.

### Culture et divertissements

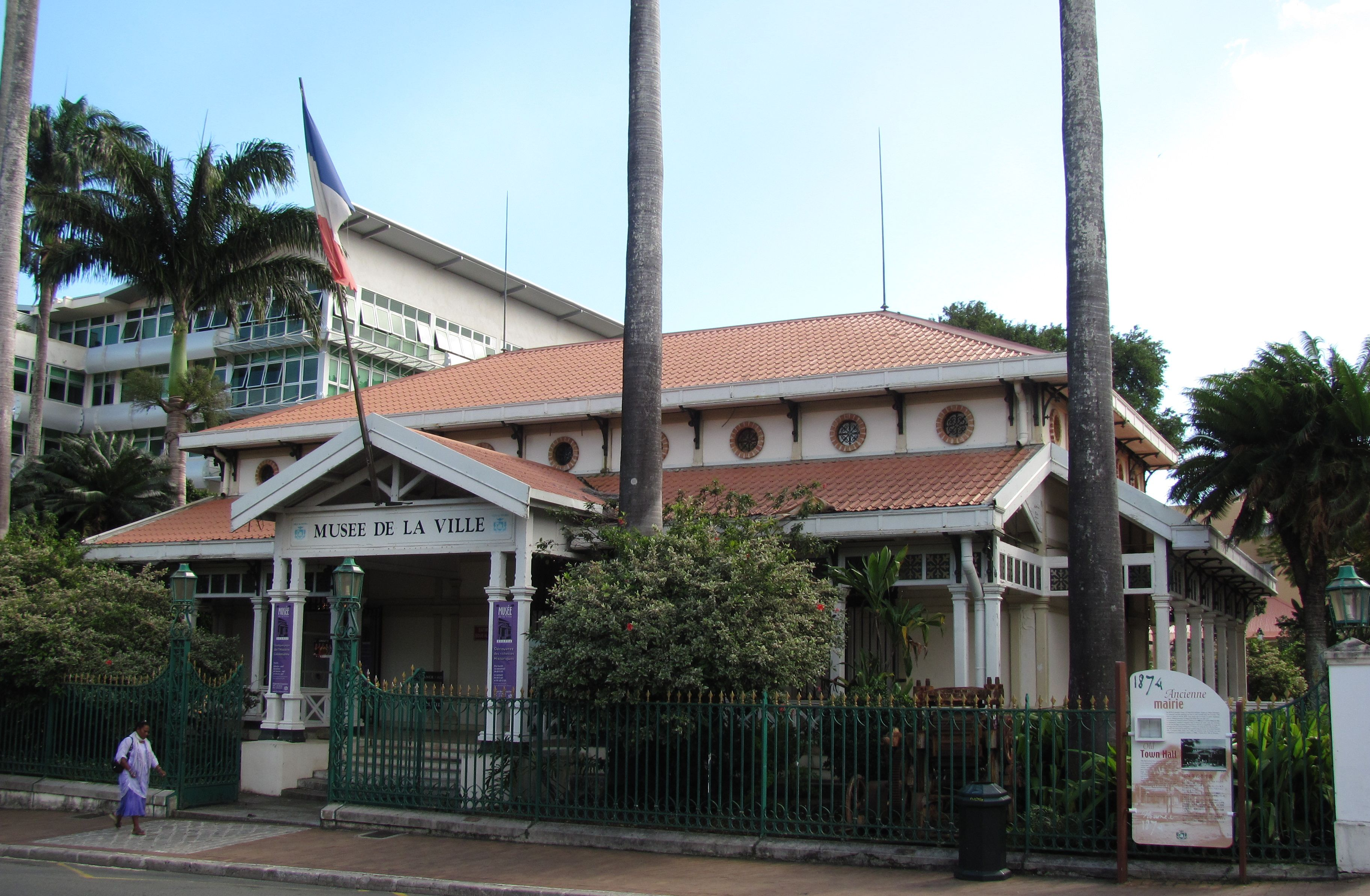
Musée de la Ville de Nouméa. Ce bâtiment servit de mairie pendant 92 ans

L'intérêt touristique du centre-ville est essentiellement culturel. On y trouve, en plein centre ou à sa bordure, les plus importants musées de Nouvelle-Calédonie. Le Musée de Nouvelle-Calédonie (« musée territorial ») porte essentiellement sur les arts premiers kanaks et Océaniens ; le Musée de la Ville retrace l'histoire du chef-lieu ; sont présents également le Musée de la Mer et le musée de la Seconde Guerre mondiale.

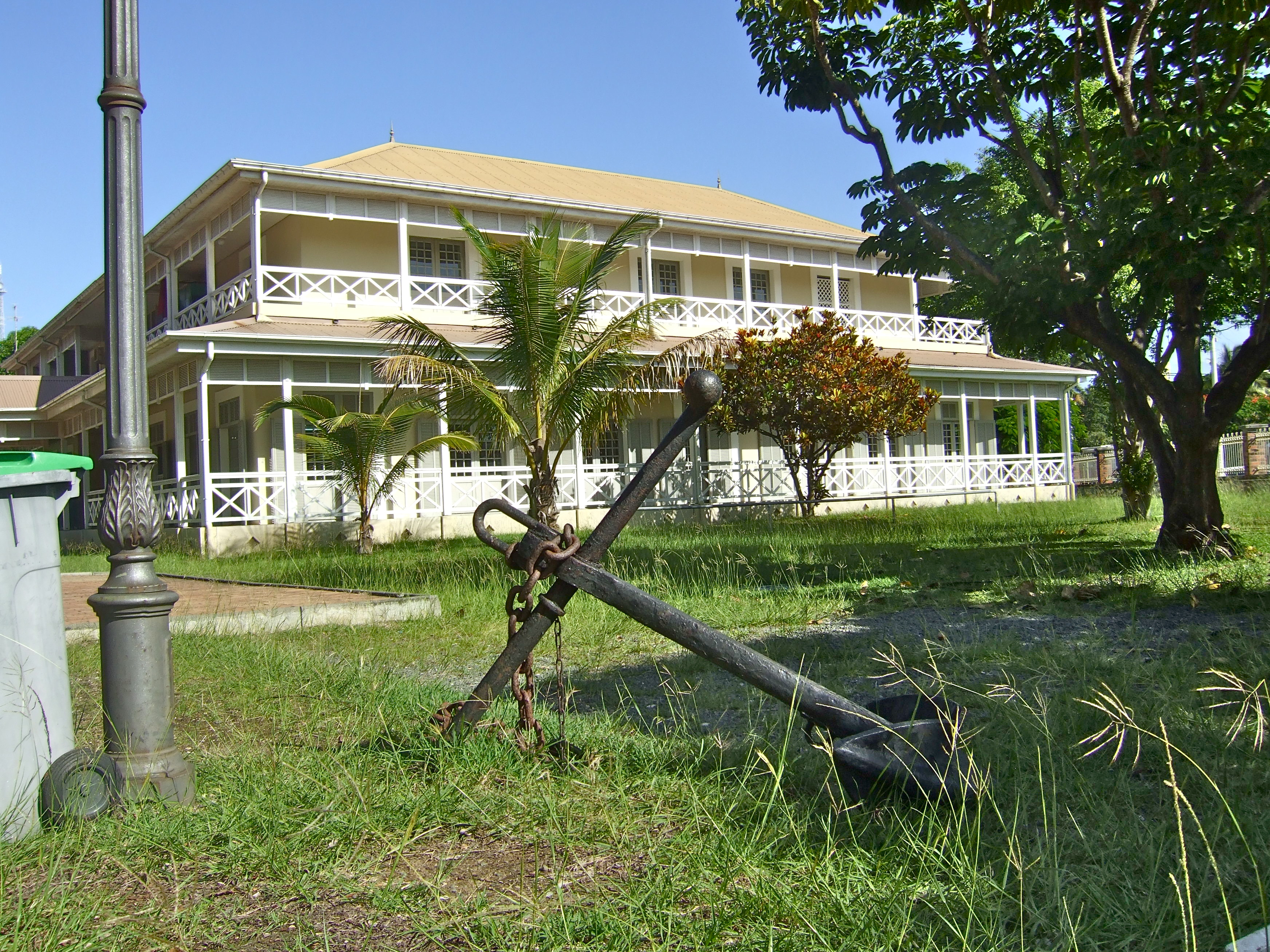
La bibliothèque Bernheim.

La bibliothèque Bernheim, territoriale, est installée dans l'ancien pavillon qui représentait la Nouvelle-Calédonie à l'exposition universelle de 1900, pavillon qui fut démonté de Paris et reconstruit à Nouméa. L'unique multiplexe de Nouméa, le CinéCity, se trouve en bordure du port et de Chinatown. Les anciennes salles, démolies ou reconverties, se trouvaient également à proximité du centre-ville. Seuls deux cinés-parcs, eux aussi disparus, étaient localisés dans les quartiers ou en banlieue.

## Quartier asiatique ou Chinatown: un quartier dans le quartier

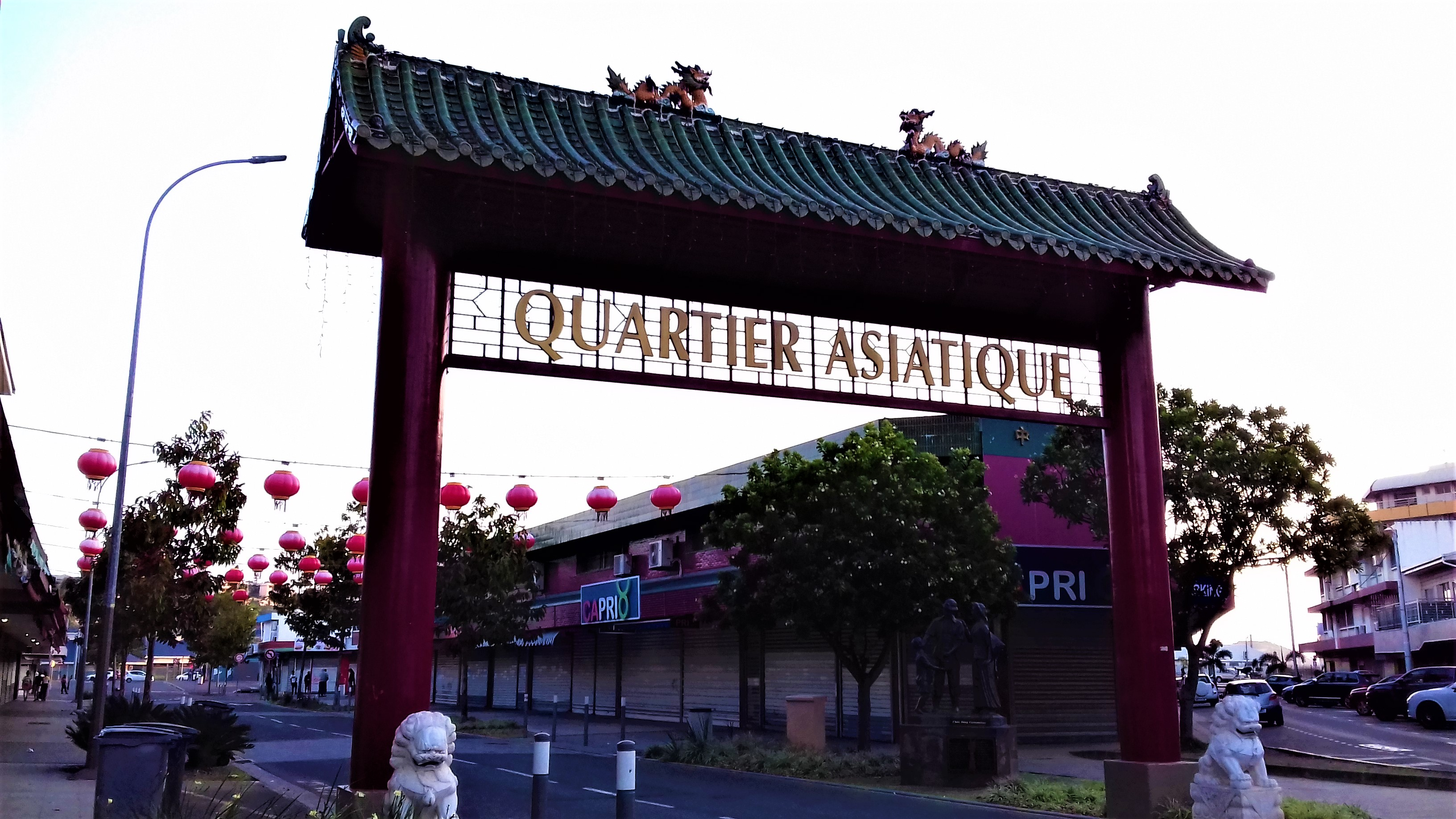
L'entrée du quartier asiatique de Nouméa.

La présence d'une importante communauté asiatique (essentiellement d'origines indonésiennes, vietnamiennes, voire chinoises ou japonaises) a permis le développement entre la place des Cocotiers et l'Avenue de la Victoire, d'un quartier asiatique dit « Chinatown » où se concentrent restaurants et boutiques de produits vestimentaires ou alimentaires soit locaux, soit asiatiques.

## Urbanisme

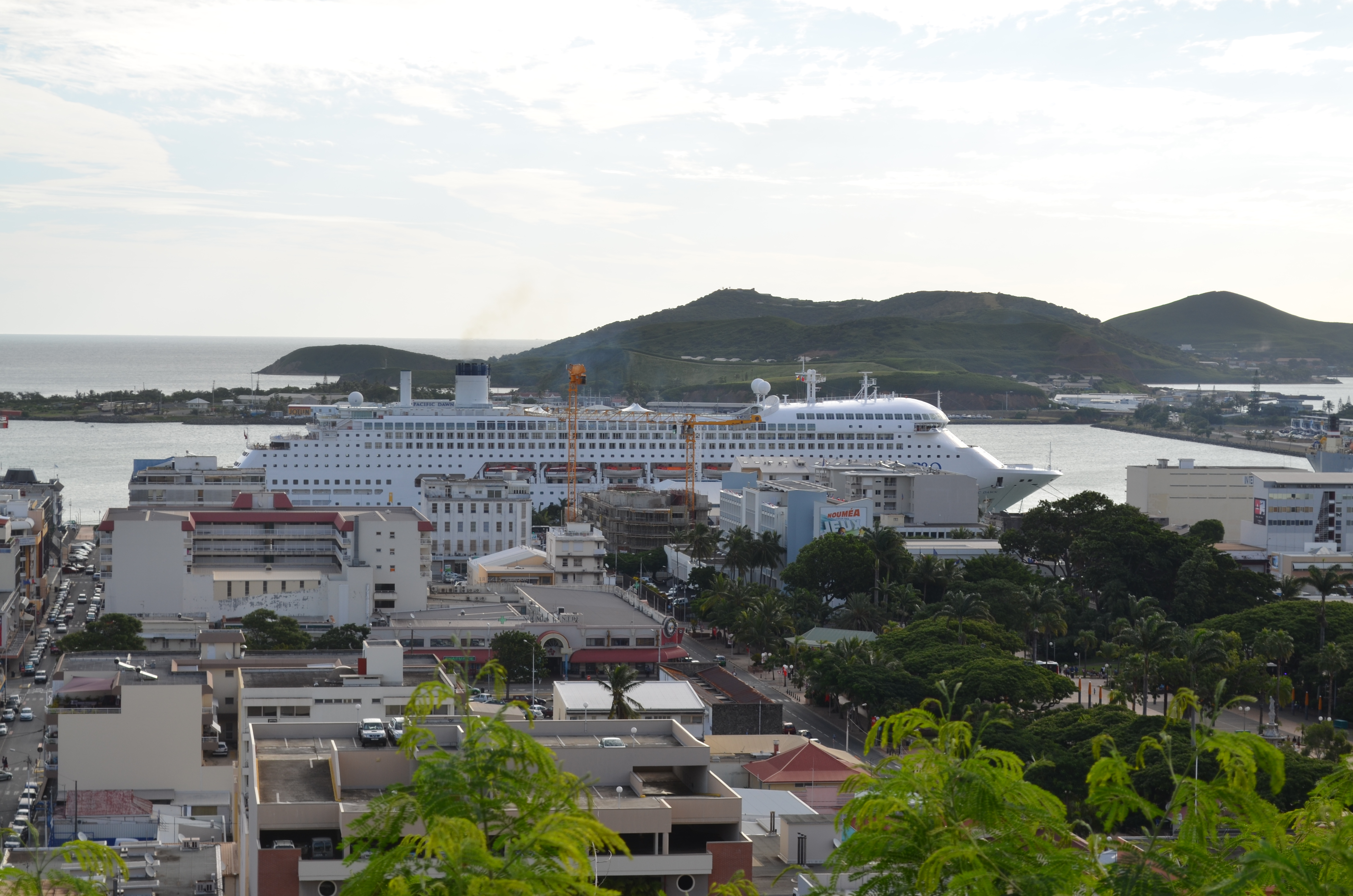
Vue du centre-ville et du port de Nouméa avec un paquebot à quai.

### Plan hippodamien
Le plan du centre-ville suit toujours le plan hippodamien de Paul Coffyn, centré sur la place des Cocotiers. Il est limité au sud par l'avenue de la Victoire-Henri Lafleur, à l'ouest et au nord par le port (quais Jules-Ferry, FED et du port autonome), et à l'est par le versant ouest du Mont Montravel et la colline du sémaphore.

### Plans d'aménagement urbain

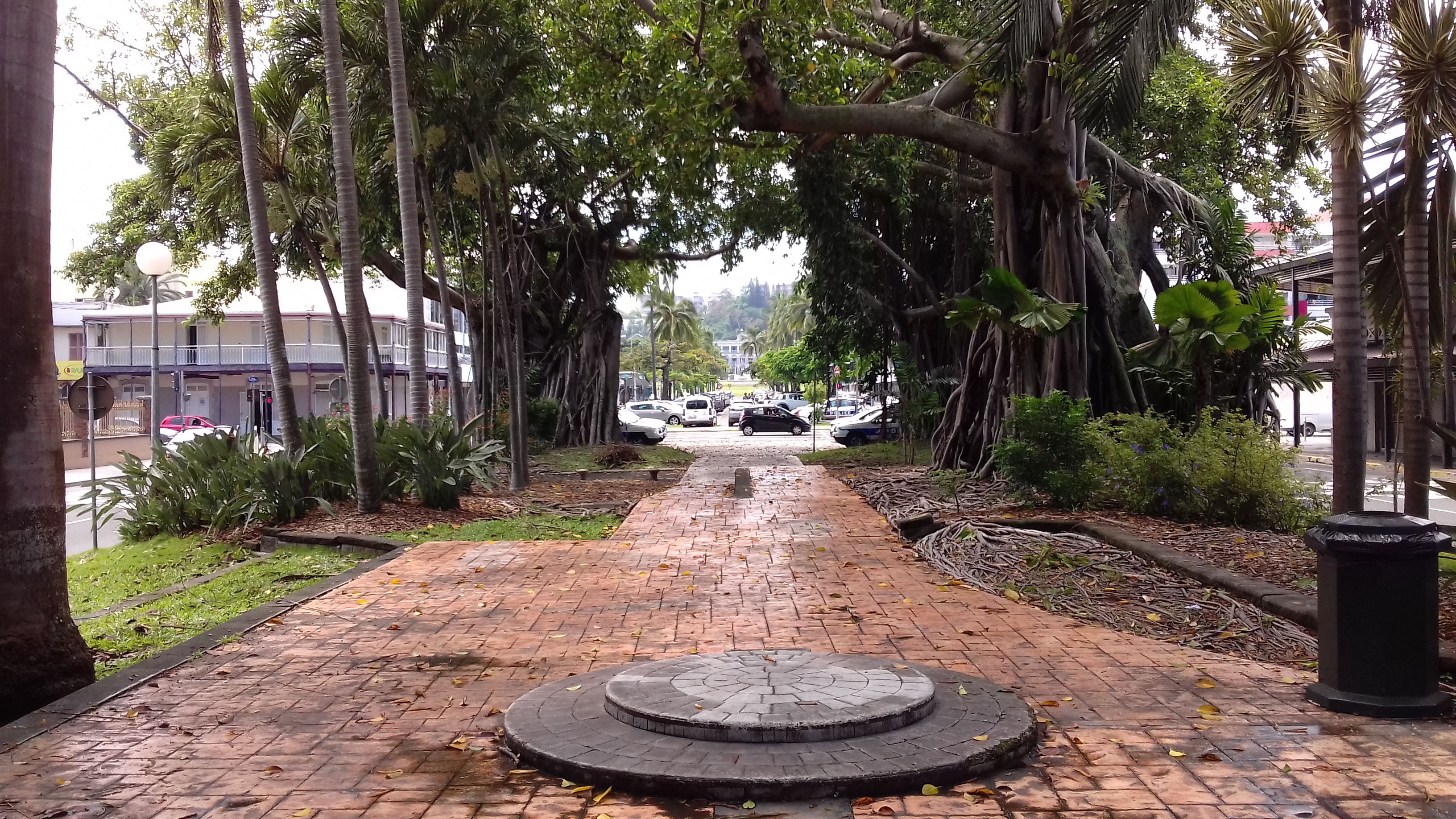
L'Avenue de la Victoire, qui sépare le centre-ville de Nouméa du Quartier Latin voisin.

Des rénovations ou réhabilitations urbaines ont été lancées depuis 2008, à travers le plan « Nouméa Grand Centre » visant à renforcer la centralité urbaine et la fonction résidentielle d'un centre-ville de plus en plus déserté en dehors des heures de travail. Cette politique développe une tendance à la verticalité des constructions (incarnée par les deux tours « jumelles » Pacific Arcade puis celle voisine Pacific Plaza donnant sur le port autonome au nord), à la densification et est symbolisée par trois projets phare : la réhabilitation et la transformation de la rue de l'Alma en artère semi-piétonne (associé initialement à un projet d'aménagement d'une grande galerie marchande appelée « Carré de l'Alma », finalement arrêté en avril 2013), le réaménagement de Chinatown (inauguré en octobre 2013) et de l'îlot Rolland et la réhabilitation du front de mer.

### Circulation

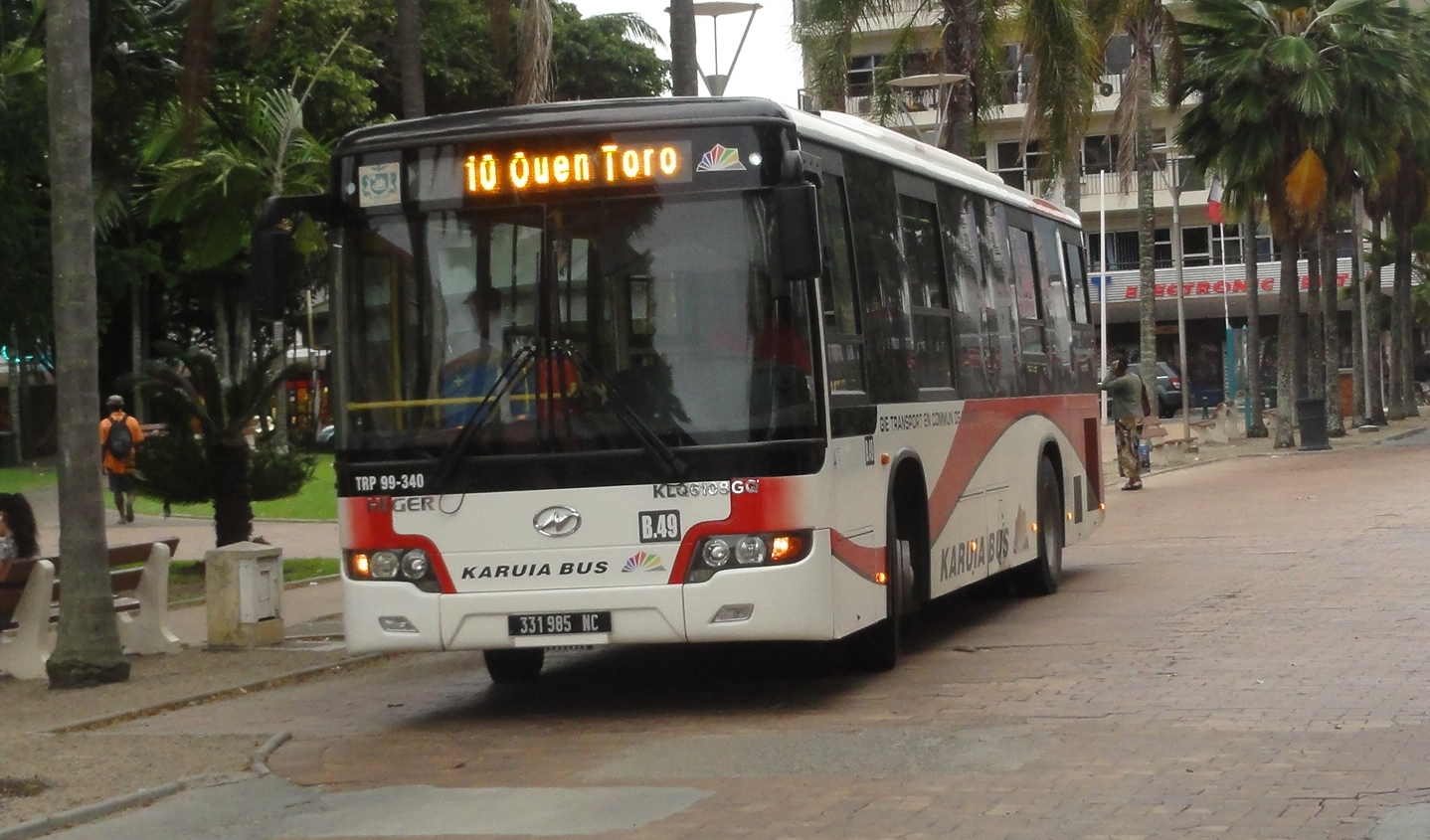
Un bus de l'ancien réseau nouméen Karuïa sur la place des Cocotiers en 2013.

Le centre-ville est embouteillé aux heures de pointe et il est également difficile d'y trouver une place de stationnement malgré l'aménagement de grands parkings à sa périphérie. La municipalité a tenté de trouver des solutions au problème des embouteillages, en transformant notamment profondément le plan de circulation en 2008 et en créant une voie réservée pour les autobus et les taxis (une première en Nouvelle-Calédonie). La mise en circulation du Néobus en 2019 est également venue répondre, entre autres, à cette problématique.

## Démographie
Selon le recensement de la population, le quartier du centre-ville de Nouméa comptait 2 174 habitants en 2009, 2 848 résidents en 2014 et 2 699 personnes en 2019.